# Куры (Вологодская область)
Куры — деревня в Вытегорском районе Вологодской области.
Входит в состав Девятинского сельского поселения, с точки зрения административно-территориального деления — в Девятинский сельсовет.
Расстояние по автодороге до районного центра Вытегры — 19 км, до центра муниципального образования села Девятины — 7 км. Ближайшие населённые пункты — Алексеевское, Марково, Озерки.
По данным переписи в 2002 году постоянного населения не было.